# Кин, Альфред Джон

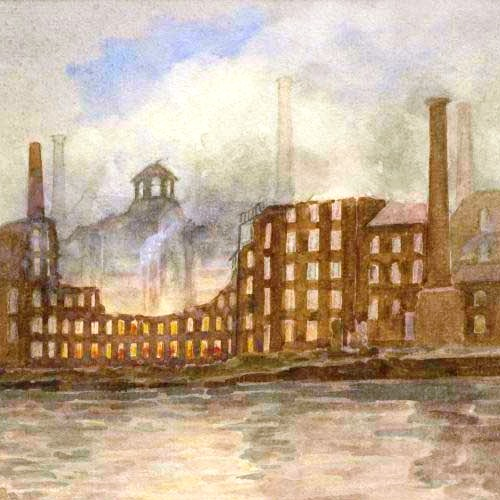
Пожар на шёлковой фабрике Дерби 1910 года

Альфред Джон Кин (англ. Alfred John Keene, 1864—1930) — британский художник-акварелист, работавший в Дерби.
Альфред был четвёртым сыном фотографа Ричарда Кина, издававшего Derby Telegraph, братом акварелиста Уильяма Какстона Кина (англ. William Caxton Keene) и фотографа Чарльза Барроу Кина (англ. Charles Barrow Keene). С 1878 по 1895 годы он учился в Центральной школе искусств Дерби (англ. Derby Central School of Art).
Вместе с Чарльзом Альфред вёл семейный бизнес после смерти отца. В 1887 году он стал основателем «Клуб зарисовок Дерби».
Картины Кина коллекционировал Альфред Гуди, который в конечном итоге приобрел 77 из них. В 1936 году Гуди передал свою коллекцию Музею и художественной галерее Дерби.